# Littérature de langue française
 (août 2024).

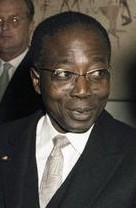
L'homme d'État et écrivain sénégalais Léopold Sédar Senghor, en 1981

La littérature de langue française rassemble l'ensemble de la littérature écrite en français.

## Terminologie

### Apparition du terme (finXIXesiècle)
L'expression « littérature francophone », est un terme et une notion qui apparaissent à la fin du XIXe siècle. Le terme francophone est attesté en 1880 dans l'ouvrage du géographe Onésime Reclus France, Algérie Et Colonies[réf. nécessaire]. Durant cette période marquée par le colonialisme européen en Afrique et en Asie, le terme signifie « qui parle français » et désigne les habitants français d'entités nationales ou régionales où le français n'était pas la langue unique. Son apparition dans le dictionnaire se fait en 1930 (Supplément au Larousse du XXe siècle), mais le terme n'entre dans le langage courant qu'après la Seconde Guerre Mondiale. Le substantif francophonie en est dérivé et attesté lui aussi en 1880, chez Reclus[réf. nécessaire]. il est utilisé pour désigner un ensemble ou une partie du monde francophone (par exemple, la francophonie suisse). Son utilisation sera grandement plus fréquente en 1962, lorsque la revue Esprit consacre un numéro au Français, Langue Vivante. Des intellectuels de langue, dont le Sénégalais Léopold Sédar Senghor, utilisent le mot et appellent à la création d'une organisation francophone sur le modèle du journaliste et écrivain québécois Jean-Marc Léger. Cette prise de conscience de la langue française en tant que terme parapluie vient de l’ère post-coloniale, lorsque les Français se sont rendu compte de la diversité de peuples et cultures autour du monde réunis par langue et littérature française[réf. nécessaire].

### Tentatives de définition
Des auteurs ont tenté, dès les années 1930, une approche linguistique mêlant le français à leur langue d'origine, tel le poète et fabuliste camerounais Isaac Moumé Etia et plus tard, le poète malgache Jean-Joseph Rabearivelo, ou encore le Martiniquais Aimé Césaire[réf. nécessaire]. Mais le modèle d'écriture est resté longtemps celui de la France, bien qu'au XXIe siècle, on ne compte plus les auteurs vraiment originaux qui se sont émancipés de ce modèle, notamment à partir des indépendances des années 1960.
De plus en plus d'auteurs, ayant vécu dans plusieurs pays, ou étant d'origine multiple, sont difficiles à classer par nationalité. À titre d'exemple, on peut parler de littérature guadeloupéo-sénégalaise (pour l'œuvre de Myriam Warner-Vieyra), ou haïtiano-québécoise (pour Émile Ollivier). L'écrivain Carlos Alvarado-Larroucau, français, né en Argentine, explique que « Ce qui définit la littérature francophone, ce n’est pas la nationalité de l’écrivain ni son lieu de résidence, c’est la tension dans l’usage de la langue, d'où l'usage de « littérature de langue française ». La richesse d’une telle œuvre, c’est qu’elle emploie la langue française, mais ne parle pas de la France ». Il explique que la littérature dite francophone a un lien important avec les études postcoloniales ; il perçoit une certaine intention de dépolitisation de ces littératures dans le fait de vouloir les assimiler à un univers littéraire indéfini. Cet auteur estime infructueuse toute tentative visant à produire des définitions réductrices de la littérature, et pourtant il trouve le débat enrichissant et productif, voire nécessaire. Assia Djebar, pour sa part, souligne qu'en tant qu'écrivaine de langue française, elle pratique plutôt une franco-graphie, écrivaine donc francographe. « Écrire d'abord, et quelle que soit la langue »… précise-t-elle dans son poème, « Pour quelle vérité… » Cependant, au-delà des polémiques, le prix Nobel de littérature 2008, Jean-Marie Le Clézio se dit pour une parole conciliatrice, pour mitiger les conflits : Le Clézio ne conçoit pas d’opposition entre les deux appellations — français, francophone — et se définit justement comme un écrivain « français, donc francophone ».
L'œuvre d'Albert Camus ou de Marguerite Yourcenar rappelle que la nationalité n'est pas la seule façon de distinguer et de classifier un auteur. c'est pourquoi si son œuvre est écrite en langue française, certains[Qui ?] suggèrent d'utiliser les termes « littérature de langue française » et « écrivain de langue française ».

## Vers une littérature ouverte sur le monde
Le Clézio conçoit la littérature comme « un bon moyen de comprendre le monde actuel ». Cette affirmation poursuit un questionnement ouvert par de nombreux écrivains qui, quel que soit leur pays d'origine, écrivent en français, et militent pour une littérature ouverte sur le monde. C'est ce qui est affirmé dans un manifeste publié en 2007 intitulé Pour une littérature-monde en français signé par de nombreux écrivains, dont Le Clézio. Les signataires du manifeste considèrent que la littérature ne peut laisser passer cette chance de l'ouverture aux grands bouleversements que vit le monde et à la description de territoires qui, pour être parfois lointains, n'en sont pas moins habités par des hommes et femmes qui vivent et parlent le français[réf. nécessaire].

## Nouvelle génération
Dans le sillage de grands auteurs comme Ahmadou Kourouma, Sony Labou Tansi, Hector Bianciotti, Amin Maalouf ou Tahar Ben Jelloun,  Kama Sywor Kamanda  une nouvelle génération, classée comme écrivains francophones a vu le jour dans le sillage des indépendances et de la décolonisation. Bien qu'ils entretiennent un rapport de contestation et de dé-construction avec les catégorisations du monde francophone, surtout avec un sentiment de jacobinisme linguistique, des auteurs aussi divers que Patrick Nganang, Grand Prix Littéraire d'Afrique Noire 2002, Alain Mabanckou, Prix Renaudot 2006, Tanella Boni, Alioune Badara Coulibaly, Monique Agénor, Raphaël Confiant, Patrick Chamoiseau, Éric Essono Tsimi, ou Boualem Sansal parmi d'autres auteurs, ont effectué un travail remarquable[non neutre] sur la langue française. En effet, ils y ont apporté les inflexions de leurs langues et de leurs imaginaires, de leurs histoires encore à exhumer.[réf. nécessaire]